# اندیس هومیره
هومیره یک اندیس فلزی است که در حوالی شهر داربن استان خراسان قرار دارد و مادهٔ معدنی موجود در آن، مس است.  